# AS Cotonou
Der AS Cotonou ist ein Fußballverein aus Cotonou, Benin. Er trägt seine Heimspiele im Stade René Pleven aus.
Der Verein gewann 1971 die Benin Premier League und konnte sich damit für den CAF Champions League qualifizieren. Dort scheiterten sie in der ersten Spielrunde an den ASFA Dakar. Es sollte der einzige Titel für den Verein bleiben. Mittlerweile ist der Verein in die Benin Second Division abgestiegen.

## Erfolge
- Beninischer Meister: 1971

## Statistik in den CAF-Wettbewerben
| Wettbewerb                          | Runde    | Gegner     | Hinspiel | Rückspiel |  |
| ----------------------------------- | -------- | ---------- | -------- | --------- |  |
|                                     |          |            |          |           |  |
| African Cup of Champions Clubs 1972 | 1. Runde | ASFA Dakar | 0:3 (A)  | 2:3 (H)   |  |